# Parchtitz
Parchtitz est une commune sur l'île de Rügen, dans l'arrondissement de Poméranie-Occidentale-Rügen, Land de Mecklembourg-Poméranie-Occidentale.

## Géographie
Parchtitz se situe sur la Duwenbeek, le plus grand cours d'eau de l'île, et à côté du Nonnensee.
Présent à trois kilomètres au nord-ouest de Bergen en Rügen, son territoire est traversé à l'est par la Bundesstraße 96 et la ligne Stralsund–Sassnitz (de).
Parchtitz est composé des quartiers de Boldevitz, Gademow, Muglitz, Neuendorf, Parchtitz, Platvitz, Reischvitz, Volkshagen et Willihof.

## Histoire
Boldevitz
Le domaine de Boldevitz appartient depuis le XIIIe siècle à la maison de Rotermund. Le manoir est construit vers 1600 puis est reconstruit en 1635 ou en 1658.
Quand la maison disparaît avec la mort du dernier héritier mâle, Caspar Detlef von Rotermund, le domaine revient en 1712 à son gendre, le général suédois Carl Gustav comte de Mellin. En 1744, il passe à la maison de Putbus.
En 1762, Adolf Friedrich von Olthof rachète la propriété. Johann Wolfgang von Goethe, qui publie une biographie du peintre Jacob Philipp Hackert en 1811, écrit le nom "Bolwitz". Le parc est créé. Après une procédure de faillite contre Olthof en 1777, elle est revendue en 1780 à la maison de Lacken. Elle rebaptise le domaine "Lancken-Wackenitz" puis en 1938 Lancken-Wackenitz-Albedyll. Elle en est expropriée en 1945. Les terres agricoles deviennent un Volkseigenes Gut.
Le manoir de Boldevitz est aujourd'hui un lieu touristique.
Reischvitz
Le domaine appartient à la famille von Platen.